# Robert Dean
Robert Orel Dean (2 de março de 1929 - 11 de outubro de 2018) foi um ufólogo de Tucson, Arizona.
Dean aposentou-se do US Army como oficial após 28 anos de carreira. Ele participou de programas de radio, documentário da TV documentaries e conferências que tinham como objeto de discussão os UFOs e agenda secreta de acobertamento  da presença de alien e sua visita à Terra.[carece de fontes?]
Dean alegava que tinha acesso a um documento classificado como secreto denominado "The Assessment", em português traduzido como a "A Avaliação" que trataria sobre a atividade alienígena na Terra.
Ele se declara um ufólogo profissional e pesquisador dos "segredos cósmicos" enquanto militar. Em 1992 quando trabalhava como coordenador de serviços de emergência do condado de Pima Arizona, reclamou de discriminação por causa de sua crença em UFOs em uma reportagem, que foi vendida por U$16,000.